# Цивія Любеткін
Цивія (Цвія) Любеткін, псевдонім — Цєліна (пол. Cywia Lubetkin, צביה לובטקין, &n 9 листопада 1914, Битень, поблизу Слоніма, Гродненська губернія, Російська імперія — 14 липня 1976, Ізраїль) — єврейська громадська та військова діячка Варшавського гетто, одна з лідерів повстання у Варшавському гетто, єдина жінка в керівництві Єврейської бойової організації, учасниця єврейського опору під час Другої світової війни, одна із засновників кібуцу Лохамей-ха-гетаот, письменниця.

## Походження та навчання
Цивія Любеткін народилася 9 листопада 1914 року в селі Битень, близько Слоніма. В юнацькому віці приєдналася до руху соціалістичного сіонізму, пізніше — до молодіжної сіоністської організації Дрор, у 1938 році увійшовши в його виконавчий комітет. У вересні 1939 року нелегально перебралася до Варшави, щоб приєднатися там до єврейського підпілля. У Варшаві одружилась з Іцхаком Цукерманом.

## Діяльність
У 1942 році Цивія Любеткін брала участь у створенні сіоністського лівого Антифашистського блоку, Єврейської бойової організації, Варшавської єврейської громадської ради, Єврейського національного комітету. Любеткін входила до Координаційної ради, яка об'єднує несіоністську організацію Загальний єврейський трудовий Бунд і Єврейський національний комітет. Ця Координаційна рада займалася фінансуванням Єврейської бойової організації.
Цивія Любеткін була однією з вижилих після Варшавського повстання в гетто бійців Єврейської бойової організації. Після придушення повстання вона за допомогою Симхи Ратайзера-Ротема у складі групи з 34-х бійців перебралася через каналізацію за межі гетто. У серпні 1944 року Цивія Любеткін у складі єврейської групи опору, що входила в Армію крайову, воювала під час Варшавського повстання.
Після війни Любеткін взяла участь у створенні підпільної організації Бриха, яка займалася нелегальним перевезенням людей, що вижили в Голокост, на територію підмандатної Палестини. У 1946 році переїхала до Палестини, де заснувала з чоловіком Іцхаком Цукерманом кібуц Лохамей-ха-гетаот і будинок-меморіал борців гетто.
У 1961 році Цивія Любеткін свідчила на процесі проти Адольфа Айхмана.
Померла в 61 рік 14 липня 1976 року від раку легенів, викликаного багаторічним курінням. За її заповітом на могильній плиті вибито ім'я: «Цивія».